# Avicularia affinis
Avicularia affinis là một loài nhện trong họ Theraphosidae, thuộc chi Avicularia. Loài nhện này có ở Chile.